# Ulmi (gmina w okręgu Giurgiu)
Ulmi – gmina w Rumunii, w okręgu Giurgiu. Obejmuje miejscowości Căscioarele, Drăgăneasca, Ghionea, Icoana, Moșteni, Poenari, Trestieni i Ulmi. W 2011 roku liczyła 7818 mieszkańców. 